# Lasiurus castaneus
Lasiurus castaneus (Handley, 1960) è un pipistrello della famiglia dei Vespertilionidi diffuso nell'America centrale e meridionale.

## Descrizione

### Dimensioni
Pipistrello di piccole dimensioni, con la lunghezza della testa e del corpo tra 59 e 61 mm, la lunghezza dell'avambraccio tra 43 e 46 mm, la lunghezza della coda tra 47 e 52 mm, la lunghezza del piede di 10 mm, la lunghezza delle orecchie tra 14 e 17 mm e un peso fino a 17 g.

### Aspetto
La pelliccia è lunga e densa. Le parti dorsali sono castane, mentre le parti ventrali sono nerastre, cosparse di peli giallastri. Su ogni spalla, in prossimità dell'attaccatura alare, è presente una macchia biancastra. Il muso è nero, corto, appuntito e largo, dovuto alla presenza di due masse ghiandolari sui lati. La fronte è alta. Le orecchie sono nerastre, corte e arrotondate. Il trago è corto, stretto, con l'estremità arrotondata e curvato in avanti. Le membrane alari sono nerastre. La punta della lunga coda si estende leggermente oltre l'ampio uropatagio, il quale è quasi completamente ricoperto di lunghi peli dello stesso colore del dorso.

## Biologia

### Alimentazione
Si nutre di insetti.

## Distribuzione e habitat
Questa specie è diffusa in Costa Rica, a Panama e nello stato brasiliano di Amazonas.
Vive nelle foreste primarie umide fino a 1.500 metri di altitudine.

## Conservazione
La IUCN Red List, considerata l'assenza di informazioni recenti circa il suo areale, le minacce, lo stato della popolazione e i requisiti ecologici, classifica L.castaneus come specie con dati insufficienti (DD).